# 伊奇奇哈波尔
伊奇奇哈波尔（Ichchhapor），是印度古吉拉特邦Surat县的一个城镇。总人口8291（2001年）。

## 人口
该地2001年总人口8291人，其中男性4644人，女性3647人；0—6岁人口1069人，其中男584人，女485人；识字率79.30%，其中男性为82.92%，女性为74.69%。